# María Toledo
María Rodríguez del Álamo (Toledo, 28 de julio de 1986) es una cantaora y pianista española. Icono del flamenco actual. Es la primera mujer en el flamenco que se acompaña a sí misma con el piano.

## Biografía

### Primeros años
Comenzó en el cante con ocho años. Sus padres la apuntaron al Conservatorio, donde eligió como instrumento el piano. Paralelamente dio clases de flamenco en Madrid, con Antonio Arenas, y posteriormente con Pucherete. Ha realizado los coros para artistas como Rocío Jurado en el homenaje Rocío siempre, e incluso llegó a acompañar a guitarristas como Manolo Sanlúcar.

### Trayectoria musical
El 4 de junio de 2005, participa en el programa Gente de primera de TVE, amadrinada por María Jiménez y a partir de este programa se le abrieron las puertas para la elaboración de su primer disco. En ese momento, consiguió el porcentaje de audiencia más alto del día, y el minuto de oro fue cuando cantó por soleá acompañándose ella misma al piano. A partir de ahí, las discográficas se interesaron por María Toledo, y finalmente fichó por Warner Music Spain.
Lanzó su primer disco, llamado María Toledo en 2009, producido por Ismael Guijarro, Pablo Cebrián y Lin Cortés, con gran aceptación entre la crítica y el público y siendo reconocido por la audiencia de Radio Televisión Española (TVE) como “mejor disco novel del año”. 
En 2012, su segundo disco Uñas rojas producido por Óscar Gómez también por Warner Music Spain.
Su tercer álbum ConSentido, editado el 3 de febrero de 2015, es un disco que revoluciona la visión que tenemos del Flamenco: manteniendo las raíces y el respeto a la tradición evoluciona con la sociedad del siglo XXI. El piano sigue siendo su gran compañero, y esa manera de acompañar su voz con ese instrumento es completamente innovadora, lo que le da una mayor personalidad. Con este último disco fue nominada a dos Latin Grammy: Álbum del año y Mejor álbum de música flamenca.
En 2016, participa junto a Vicky Martín Berrocal en Levántate All Stars.
En 2016, publica su disco Magnética que de nuevo es nominado a los Latin Grammy en las categorías de mejor álbum de música flamenca y mejor ingeniería de sonido.
En 2019, publica su quinto álbum de estudio, titulado Corazonada, que salió a la venta el 10 de mayo del año 2019 por Universal Music Spain. Disco compuesto por ella misma. Disco premiado con el Premio Radiolé 2019.
En 2021, publica un EP titulado El Rey siendo nominado a Mejor Álbum de Música Flamenca. 
En 2021, publica su sexto álbum de estudio, titulado Ranchera Flamenca publicado el 6 de julio de 2021, donde canta las rancheras de toda una vida pero a través de ritmos de palos de Flamenco.
En 2022, es de nuevo nominada a los premios Latin Grammy con su sexto disco "Ranchera Flamenca" como Mejor Álbum de Música Flamenca.
En el 2022, con su disco "Ranchera Flamenca" ganó el premio Más Músicas a la mejor grabación de Flamenco.
El 31 de diciembre de 2023, publica su disco más especial, titulado "Vicente" como regalo del primer cumpleaños de su primer y único hijo.
Con su disco "Vicente" ha sido nominada en los Premios de la Música como "Mejor Arreglo" en el año 2024.
María Toledo ha podido triunfar en escenarios tales como el Lope de Vega de Sevilla, el Théâtre de Nîmes en Francia, el Teatro del Canal y el Teatro Circo Price de Madrid. Ha realizado gira por países como Israel, Turquía, México, Italia, Colombia, República Dominicana, Francia, Madeira.
En la actualidad, es la artista que más veces ha interpretado "El Amor Brujo" de Manuel de Falla, recorriendo escenarios tales como Hong Kong Cultural Centre Concert, Beijing Concert Hall, Konzerthaus de Berlín, Barbican de Londres, Ópera de Florencia, Glasgow City Halls, Symphony Hall de Birmingham, The Queen’s Hall, Auditorio Nacional de Madrid... siendo acompañada por diversas orquestas como la Orquesta Sinfónica de la BBC, RAI National Symphony Orchestra, Hong Kong Philharmonic Orchestra, China National Symphony Orchestra, Konzerthausorchester Berlin, la Orquesta Nacional de España, Scottish Chamber Orchestra, Orchestra del Maggio Musicale Fiorentino.

### Vida personal
María Toledo tiene dos hijos, Vicente, nacido el 31 de diciembre de 2022 y María nacida el 19 de julio de 2025.
Estudió derecho y la carrera de piano.

## Discografía

### María Toledo
Álbumes de estudio:
- 2009: María Toledo
- 2012: Uñas rojas
- 2015: Consentido
- 2016: Magnética
- 2019: Corazonada
- 2021: Ranchera Flamenca
- 2023: Vicente

María Toledo
María Toledo es el título de su primer disco, lanzado el 9 de junio del año 2009 por Warner Music Spain, producido por Ismael Guijarro, Pablo Cebrián y Lin Cortés. Pasa por los estilos del flamenco, jazz y el pop. Participan el cantaor Arcángel, Carmen París y La Shica. Incluye una versión de Una décima de segundo de Nacha Pop.
- 1.- En blanco y negro
- 2.- Ya no más
- 3.- No me vas a embolicar (con Carmen París)
- 4.- Con el tiempo
- 5.- Qué difícil (con La Shica)
- 6.- Dime
- 7.- Cada día por un camino (con Francisco_José_Arcángel_Ramos)
- 8.- Eso me pasa
- 9.- Te advierto
- 10.- Una décima de segundo
- 11.- Fragmento

### Uñas rojas
Uñas rojas el 18 de mayo del año 2012 sale su segundo trabajo al mercado con Warner Music Spain, producido por Óscar Gómez, en este disco, se continua, con los estilos flamencos, jazz, latin-jazz y pop. Colaboran, Miguel Poveda, David DeMaría, su madrina María Jiménez, Rafael Amargo, Diego Carrasco o la sinfónica de Praga. Cabe destacar la armónica de Antonio Serrano.
- 1.- Mala Cabeza
- 2.- Dame una Oportunidad
- 3.- Te Echaré de Menos
- 4.- María la Portuguesa (con Rafael Amargo)
- 5.- Uñas Rojas (con Antonio Serrano)
- 6.- La del Pelo Alborotado
- 7.- Nunca Me Olvidarás (con David DeMaría)
- 8.- Que Le Den Candela (con María Jiménez)
- 9.- Marioneta
- 10.- De Nada Vale (con Miguel Poveda)
- 11.- El Sol, la Sal, el Son (con Diego Carrasco)
- 12.- Soleá
- 13.- Te Echaré de Menos (Versión Completa)

### conSentido
conSentido el 3 de febrero de 2015 sale su tercer trabajo al mercado con Warner Music Spain, producido y realizado por la propia María Toledo. que le ha valido la nominación a Mejor Álbum del Año y Mejor Álbum Flamenco en los Premios Grammy Latinos
- 1.- Va y viene
- 2.- Tangos retrecheros
- 3.- Tienes algo para mi
- 4.- conSentido
- 5.- Me hieres
- 6.- A Paco de Lucía
- 7.- Aléjate de mi
- 8.- Compare
- 9.- Por qué me mientes
- 10.- El charco

### Magnética
Magnética el 24 de junio de 2016 sale su cuarto trabajo al mercado con Warner Music Spain, producido y realizado por la propia María Toledo y Salomé Limón, y de nuevo vuelve a ser nominada en los Premios Grammy Latinos como Mejor Álbum Flamenco y mejor ingeniería de grabación para un álbum.
- 1.- La Loca
- 2.- Te Estoy Amando Locamente
- 3.- Vuelvo a Casa
- 4.- Rosa María
- 5.- Quiero Estar Sola
- 6.- Enamorao
- 7.- La Estrella
- 8.- Yo vivo a mi manera
- 9.- Todo es de color
- 10.- Solita En Mi Balcón

### Corazonada
Corazonada el 10 de mayo de 2019 sale su quinto trabajo al mercado con Universal Music Spain, producido y realizado por la propia María Toledo.
- 1.- Ayúdame A Reír
- 2.- Sobran Motivos
- 3.- Mamá
- 4.- El Rey de los Furtivos
- 5.- Mírame
- 6.- Mundo de Mentiras
- 7.- Me lo Merezco
- 8.- Dibújame un Corazón
- 9.- Abogada del Amor
- 10.- Sevillanas de la Luz
- 11.- Hermana
- 12.- Tientos de la Paloma
- 13.- Y Si Te Vas
- 13 +1.- El Rey de los Furtivos (Versión Big Band)

### Ranchera Flamenca
Ranchera Flamenca publicado el 6 de julio de 2021, alcanzó número 1 en las listas de ventas de España.
Producido y realizado por la propia María Toledo y Curro Carrasco (Navajita Plateá)
- 1.- Bromeo (versión mariachi, producida por Fabián Rincón, arreglo de Chucho Rincón)
- 2.- Te solté la rienda
- 3.- Cielito Lindo
- 4.- Vámonos
- 5.- Cuando sale la luna
- 6.- En el último trago
- 7.- Me gustas mucho
- 8.- Se me olvidó otra vez
- 9.- A La Luz de los Cocuyos
- 10.- Llegando a ti
- 11.- El Rey

### Vicente
Vicente publicado en digital el 31 de diciembre de 2023, y el 29 de abril de 2024 en forma de edición de coleccionista limitada, alcanzó el número 1 en las listas de ventas de España.
Producido y realizado por la propia María Toledo.
- 1.- Prometo (Nana por bulerías)
- 2.- ¡Qué buena suerte! (Tangos)
- 3.- La bendición de mi vientre (Soleá)
- 4.- Verte crecer (Alegrías)
- 5.- Alimento de mí (Liviana, serrana, macho y remate de María Borrico)
- 6.- Mi niño dice ole (Sevillanas)
- 7.- Como te quiere una madre (Petenera)
- 8.- Abuelo bigote (Bulerías)
- 9.- Cumpleaños feliz

## Premios
| Año  | Premio/Concurso                | Categoría                      | Trabajo           | Resultado |
| ---- | ------------------------------ | ------------------------------ | ----------------- | --------- |
| 2009 | Televisión Española            | Álbum novel del año            | María Toledo      | Ganadora  |
| 2015 | Grammy Latinos                 | Álbum del año                  | conSentido        | Nominada  |
| 2015 | Grammy Latinos                 | Mejor álbum de música flamenca | conSentido        | Nominada  |
| 2016 | Grammy Latinos                 | Mejor álbum de música flamenca | Magnética         | Nominada  |
| 2016 | Grammy Latinos                 | Mejor ingeniería de grabación  | Magnética         | Nominada  |
| 2019 | Premios Radiolé                | Mejor álbum de música flamenca | Corazonada        | Ganadora  |
| 2021 | Grammy Latinos                 | Mejor álbum de música flamenca | El rey            | Nominada  |
| 2022 | Grammy Latinos                 | Mejor álbum de música flamenca | Ranchera flamenca | Nominada  |
| 2022 | Más Músicas                    | Mejor álbum de música flamenca | Ranchera flamenca | Ganadora  |
| 2024 | Premios de la Música de España | Mejor arreglo                  | Vicente           | Nominada  |

### Premios de flamenco
- 1.er Premio novel en el Festival del Cante de las Minas.
- 1.er Premio en cantes de compás en Mairena del Alcor (Sevilla).
- 1.er Premio en la bienal de Cádiz y premio especial a la cantaora más larga.
- Finalista en el concurso nacional de Córdoba en los grupos Niña de los Peines y Camarón.
- 1.er Premio en La Fortuna (Leganés) y premio a los cantes poco interpretados.
- 1.er Premio en Pedro Muñoz (Ciudad-Real).
- 1.er Premio en Mora (Toledo).
- 1.er Premio en Taranta cante matriz en Cartagena (Murcia).
- 1.er Premio en Osuna (Sevilla) para menores de 20 años.
- 1.er Premio en Carmona (Sevilla) para menores de 20 años.
- 1.er Premio en Antequera (Málaga) para menores de 20 años.
- 1.er Premio de Saetas en Utrera (Sevilla).
- 2.º Premio de flamenco en Vejer de la Frontera (Cádiz).